# Rifargia toulgoeti
Rifargia toulgoeti är en fjärilsart som beskrevs av Paul Thiaucourt 1980. Rifargia toulgoeti ingår i släktet Rifargia och familjen tandspinnare. Inga underarter finns listade.